# Liste des distinctions de Madonna
 (juin 2016).
Madonna est une chanteuse, auteur-compositrice, actrice et réalisatrice. Née à Bay City le 16 août 1958 et élevée à Rochester Hills, elle s'est installée à New York en 1977 pour faire carrière dans la danse moderne. Après ses performances en tant que membre des groupes musicaux pop Breakfast Club et Emmy, elle sort en 1983 son premier album, Madonna, chez Sire Records. Elle a été nommée aux MTV Video Music Awards (VMAs) en 1984 dans la catégorie meilleure nouvelle artiste. Madonna a été suivi par une série de hits à succès extraites de ses albums studio Like a Virgin (1984) et True Blue (1986), qui sont à l'origine de sa célébrité internationale. Madonna devient donc une vedette pour avoir repoussé les limites de ses performances dans la musique populaire ainsi que pour son imagination dans ses clips musicaux, qui sont devenus un élément incontournable sur MTV. En 1985, elle reçut un certain nombre de nominations aux VMAs pour ses clips musicaux et deux nominations pour la meilleure performance vocale en tant que chanteuse pop aux Grammy Awards. Le magazine Billboard l'a désignée comme la « Meilleure artiste pop » de 1985, aussi bien que « Merilleure artiste aux singles pop » pour les deux années suivantes.
De 1987 à 1990, Madonna a gagné un grand nombre de récompenses aux VMAs pour les clips musicaux de ses chansons Like a Prayer, Express Yourself et Vogue. MTV l'a également nommée « Artiste de la décennie » en 1989. En 1990, le comité du Hollywood Walk of Fame a décidé de lui attribuer une étoile sur Hollywood Boulevard, mais Madonna n'a montré aucun intérêt à cette reconnaissance. Le Blond Ambition Tour a été jugé « production scénique la plus créative » lors des Pollstar Concert Industry Awards (en) en 1990. La tournée a également été nommée dans la catégorie « grande tournée de l'année ». En plus de ses récompenses musicales, Madonna a été honorée pour ses œuvres caritatives pour guérir le SIDA par l'AIDS Project Los Angeles (en) (APLA) et l'American Foundation for AIDS Research (AmfAR). En 1992, Madonna a gagné son premier Grammy Award dans la catégorie « meilleur long-métrage musical », pour la vidéo Blond Ambition World Tour Live. La sortie vidéo de son album-compilation de 1990, The Immaculate Collection, a aussi gagné une récompense similaire aux VMAs.
En 1996, Madonna a joué le rôle principal dans le film Evita, pour lequel elle a gagné le Golden Globe de la meilleure actrice dans un film musical ou une comédie. Son 7e album studio, Ray of Light (1998), est devenu l'une de ses œuvres les mieux accueillies par la critique, et lui a fait gagner plusieurs Grammy Awards, tout en étant nommée pour l'album de l'année. Cet album lui a également fait gagner le VMA de la vidéo de l'année pour le single Ray of Light. Entre 2001 jusqu'à 2008, Madonna a lancé quatre tournées de concerts à travers le monde : le Drowned World Tour (2001), le Re-Invention Tour (2004), le Confessions Tour (2006) et le Sticky & Sweet Tour (2008). Ces tournées ont reçu un total de huit nominations aux Pollstar Concert Industry Awards, mais n'ont gagné qu'une seule récompense, pour le Confessions Tour en 2006, dans la catégorie « production scénique la plus créative ». Les Brit Awards ont nommé Madonna dans douze catégories et en 2006, elle a gagné la récompense de l'artiste féminine internationale en solo, pour son 10e album studio, Confessions on a Dance Floor. En 2007, Madonna a gagné un autre Grammy Award dans la catégorie du « meilleur long-métrage musical », pour la sortie du live du Confessions Tour.
Madonna est classée par la Recording Industry Association of America comme best-seller de l'artiste rock féminine du XXe siècle et la deuxième artiste féminine la plus vendue aux États-Unis, avec 64 millions d'albums certifiés; elle a vendu plus de 300 millions de titres à travers le monde. Madonna a gagné 20 VMAs pour un total de 68 nominations, plus que n'importe quel artiste. Elle est la première artiste féminine à recevoir le Video Vanguard Award. En 2008, elle a été sacrée au Musée et le Panthéon du Rock and Roll, comme l'un des artistes les plus connus et les plus influents, les producteurs et autres personnes qui ont, d'une certaine manière, influencé l'industrie de la musique. En décembre 2012, Madonna a gagné au moins 270 récompenses pour 481 nominations.

## AIDS Project Los Angeles
L'AIDS Project Los Angeles (en) (APLA) est un organisme sans but lucratif, destiné à l'amélioration de la vie des personnes touchées par l'infection du VIH, and plaidant pour une utilisation équitable et efficace des politiques publiques liées au VIH. Madonna a été honorée par le Prix de l'engagement pour la vie pour sa contribution à l'organisation.
| Année | Travail nommé | Catégorie                        | Résultat |
| ----- | ------------- | -------------------------------- | -------- |
| 1990  | Madonna       | Prix de l'engagement pour la vie | Lauréat  |

## Fondation américaine pour la recherche contre le SIDA
La fondation américaine pour la recherche contre le SIDA (AmfAR) est un organisme international sans but lucratif, destiné au soutien pour la recherche contre le SIDA, la prévention du VIH, l'éducation au traitement, et la promotion de la politique publique liée au SIDA sonore. Madonna a été honorée avec le Prix du courage en 1991, pour ses œuvres caritatives pour lutter contre le SIDA.
| Année | Travail nommé | Catégorie       | Résultat |
| ----- | ------------- | --------------- | -------- |
| 1991  | Madonna       | Prix du courage | Lauréat  |

## American Moviegoers Awards
Les American Moviegoers Awards sont organisés chaque année par Moviefone (en), un service américain qui répertorie des films et apporte des informations sur ces derniers. Madonna a gagné le prix de la meilleure actrice pour son rôle dans Evita (1996).
| Année | Travail nommé      | Catégorie         | Résultat |
| ----- | ------------------ | ----------------- | -------- |
| 1997  | Madonna dans Evita | Meilleure actrice | Lauréat  |

## American Music Awards
Les American Music Awards sont une cérémonie annuelle de remise de récompenses créée par Dick Clark en 1973. Madonna a été nommée soixante-dix fois et a gagné trois récompenses.
| Année | Travail nommé | Catégorie                                | Résultat   |
| ----- | ------------- | ---------------------------------------- | ---------- |
| 1985  | Madonna       | Artiste féminine Pop/Rock préférée       | Nomination |
| 1986  | Madonna       | Artiste féminine Pop/Rock préférée       | Nomination |
| 1986  | Madonna       | Artiste féminine vidéo Pop/Rock préférée | Nomination |
| 1986  | Like a Virgin | Album Pop/Rock préféré                   | Nomination |
| 1987  | Madonna       | Artiste féminine Pop/Rock préférée       | Nomination |
| 1987  | Madonna       | Artiste vidéo féminine Pop/Rock préférée | Lauréat    |
| 1987  | Live to Tell  | Single Pop/Rock préféré                  | Nomination |
| 1988  | Madonna       | Artiste féminine Pop/Rock préférée       | Nomination |
| 1990  | Madonna       | Artiste féminine Pop/Rock préférée       | Nomination |
| 1990  | Like a Prayer | Single Dance préféré                     | Nomination |
| 1991  | Madonna       | Artiste Dance préférée                   | Nomination |
| 1991  | Madonna       | Aritste féminine Pop/Rock préférée       | Nomination |
| 1991  | Vogue         | Single Dance préféré                     | Lauréat    |
| 1991  | Vogue         | Single Pop/Rock préféré                  | Nomination |
| 1992  | Madonna       | Artiste Dance préférée                   | Nomination |
| 1998  | Evita         | Bande originale préférée                 | Nomination |
| 2003  | Madonna       | Artiste internationale de l'année        | Lauréat    |

## AOL TV Viewer Awards
Les AOL TV Viewer Awards est une émission de récompenses sponsorisée par America Online Inc. (AOL), avec des gagnants sélectionnés par les téléspectateurs pour leurs émissions préférées, artistes et moments à la télévision. Madonna a gagné le prix du meilleur concert télévisé pour le programme Madonna Live! - Drowned World Tour 2001 diffusé sur HBO.
| Année | Travail nommé                                   | Catégorie                 | Résultat |
| ----- | ----------------------------------------------- | ------------------------- | -------- |
| 2002  | Madonna Live! - Drowned World Tour 2001 sur HBO | Meilleur concert télévisé | Lauréat  |

## Arion Music Awards
Les Arion Music Awards, remis entre 2002 et 2007, étaient la cérémonie officielle de remise de prix musicaux en Grèce, organisés par IFPI Greece. Madonna a reçu quatre récompenses,.
| Année | Travail nommé                | Catégorie                          | Résultat |
| ----- | ---------------------------- | ---------------------------------- | -------- |
| 2006  | Confessions on a Dance Floor | Album international le plus vendu  | Lauréat  |
| 2006  | Hung Up                      | Single international le plus vendu | Lauréat  |
| 2007  | Confessions on a Dance Floor | Album international le plus vendu  | Lauréat  |
| 2007  | Hung Up                      | Single international le plus vendu | Lauréat  |

## ASCAP Awards
Les ASCAP Awards sont remis par l'American Society of Composers, Authors and Publishers.

### ASCAP Film and Television Music Awards
Les ASCAP Film and Television Music Awards récompensent chaque année les artistes et auteur-compositeurs des chansons extraites de films les plus interprétées. Madonna a gagné quatre récompenses.
| Année | Travail nommé                 | Catégorie                                      | Résultat |
| ----- | ----------------------------- | ---------------------------------------------- | -------- |
| 1987  | Live to Tell                  | Chanson extraite d'un film la plus interprétée | Lauréat  |
| 1988  | Who's That Girl               | Chanson extraite d'un film la plus interprétée | Lauréat  |
| 1993  | This Used to Be My Playground | Chanson extraite d'un film la plus interprétée | Lauréat  |
| 2000  | Beautiful Stranger            | Chanson extraite d'un film la plus interprétée | Lauréat  |

### ASCAP Pop Awards
Les ASCAP Pop Awards récompensent chaque année les artistes et auteur-compositeurs des chansons pop les plus interprétées. Madonna a gagné six récompenses.
| Année | Travail nommé                 | Catégorie                   | Résultat |
| ----- | ----------------------------- | --------------------------- | -------- |
| 1994  | This Used to Be My Playground | Chanson la plus interprétée | Lauréat  |
| 1996  | You'll See                    | Chanson la plus interprétée | Lauréat  |
| 1999  | Frozen                        | Chanson la plus interprétée | Lauréat  |
| 1999  | Ray of Light                  | Chanson la plus interprétée | Lauréat  |
| 2000  | Beautiful Stranger            | Chanson la plus interprétée | Lauréat  |
| 2002  | Don't Tell Me                 | Chanson la plus interprétée | Lauréat  |

### ASCAP Rhythm and Soul Awards
Les ASCAP Rhythm & Soul Music Awards récompensent chaque année les artistes et auteur-compositeurs de la meilleure musique R&B/Hip-hop, rap, reggae et dance. Madonna a gagné quatre récompenses.
| Année | Travail nommé          | Catégorie                 | Résultat |
| ----- | ---------------------- | ------------------------- | -------- |
| 1999  | Ray of Light           | Meilleure chanson dance   | Lauréat  |
| 2000  | Nothing Really Matters | Chanson dance récompensée | Lauréat  |
| 2001  | Music                  | Meilleure chanson dance   | Lauréat  |
| 2002  | Don't Tell Me          | Chanson dance récompensée | Lauréat  |

## Billboard Awards

### Billboard Mid-Year Music Awards and End-Year
Les Billbord Mid-Year Music Awards sont organisés par le magazine Billboard pour récompenser les artistes, chansons, albums et performances préférés de la première moitié de l'année en question. Les gagnants sont désignés à l'aide d'un sondage sur le site officiel de Billboard. Madonna a gagné quatre récompenses.
| Année | Travail nommé                                 | Catégorie                                     | Résultat |
| ----- | --------------------------------------------- | --------------------------------------------- | -------- |
| 2012  | Avicii feat. Madonna à l'Ultra Music Festival | Meilleure performance lors d'un festival      | Lauréat  |
| 2012  | Madonna                                       | Artiste de valeur de la 1re moitié de l'année | Lauréat  |
| 2012  | Madonna lors du Super Bowl XLVI               | Meilleure performance télévisée               | Lauréat  |
| 2012  | Madonna vs Lady Gaga                          | Querelle la plus mémorable                    | Lauréat  |

### Billboard Music Awards
Les Billboard Music Awards sont des récompenses sponsorisées par le magazine Billboard, attribuées d'après le classement de fin d'année du magazine. La cérémonie de remise de ces prix a existé de 1990 à 2007. Avant et après cette période, les gagnants ont été annoncés par Billboard dans des communiqués de presse et dans son numéro de fin d'année,,.
| Année | Artiste et œuvre             | Récompense                                      | Résultat |
| ----- | ---------------------------- | ----------------------------------------------- | -------- |
| 1985  | Madonna                      | Top Dance Club Play Artist                      | Lauréat  |
| 1985  | Madonna                      | Top Dance Sales Artist                          | Lauréat  |
| 1985  | Madonna                      | Top Pop Artist                                  | Lauréat  |
| 1985  | Madonna                      | Top Pop Album Artist – Female                   | Lauréat  |
| 1985  | Madonna                      | Top Pop Singles Artist                          | Lauréat  |
| 1985  | Madonna                      | Top Pop Singles Artist – Female                 | Lauréat  |
| 1985  | Madonna                      | Top Music Video                                 | Lauréat  |
| 1986  | Live: The Virgin Tour        | Top Music Video                                 | Lauréat  |
| 1987  | Madonna                      | Top Dance Sales Artist                          | Lauréat  |
| 1987  | Madonna                      | Top Pop Singles Artist                          | Lauréat  |
| 1987  | Madonna                      | Top Pop Singles Artist – Female                 | Lauréat  |
| 1989  | Madonna                      | Top Adult Contemporary Artist                   | Lauréat  |
| 1995  | Madonna                      | Top Hot 100 Singles Artist – Female             | Lauréat  |
| 1995  | Madonna                      | Top Hot Dance Club Play Artist                  | Lauréat  |
| 1996  | Madonna                      | Artist Achievement Award                        | Lauréat  |
| 1998  | Madonna                      | Top Hot Dance Club Play Artist                  | Lauréat  |
| 1998  | Ray of Light                 | Top Hot Dance Club Play Single                  | Lauréat  |
| 2000  | Madonna                      | Top Hot Dance Club Play Artist                  | Lauréat  |
| 2000  | Madonna                      | Top Hot Dance Club Play Artist – Female         | Lauréat  |
| 2000  | Madonna                      | Top Hot Dance Maxi Single Sales Artist – Female | Lauréat  |
| 2000  | Music                        | Top Hot Dance Club Play Single                  | Lauréat  |
| 2000  | Music                        | Top Hot Dance Maxi Single Sales                 | Lauréat  |
| 2001  | Madonna                      | Top Hot Dance Club Play Artist                  | Lauréat  |
| 2002  | Madonna                      | Top Hot Dance Maxi Single Sales Artist          | Lauréat  |
| 2002  | Die Another Day              | Top Hot Dance Maxi Single Sales                 | Lauréat  |
| 2003  | Madonna                      | Top Hot Dance Maxi Single Sales Artist          | Lauréat  |
| 2003  | Die Another Day              | Top Hot Dance Maxi Single Sales                 | Lauréat  |
| 2004  | Madonna                      | Top Hot Dance Club Play Artist                  | Lauréat  |
| 2004  | Madonna                      | Top Hot Dance Singles Sales Artist              | Lauréat  |
| 2004  | Me Against the Music         | Top Hot Dance Single Sales                      | Lauréat  |
| 2006  | Madonna                      | Top Electronic Artist                           | Lauréat  |
| 2006  | Madonna                      | Top Hot Dance Airplay Artist                    | Lauréat  |
| 2006  | Madonna                      | Top Hot Dance Club Play Artist                  | Lauréat  |
| 2006  | Madonna                      | Top Hot Dance Singles Sales Artist              | Lauréat  |
| 2006  | Confessions on a Dance Floor | Top Electronic Album                            | Lauréat  |
| 2008  | Madonna                      | Top Hot Dance Singles Sales Artist              | Lauréat  |
| 2013  | Madonna                      | Top Touring Artist                              | Lauréat  |
| 2013  | Madonna                      | Top Dance Artist                                | Lauréat  |
| 2013  | MDNA                         | Top Dance Album                                 | Lauréat  |

## Golden Globe Awards
Les Golden Globe Awards sont remis chaque année depuis 1944 par la Hollywood Foreign Press Association (HFPA). Madonna a reçu sept nominations, en tant qu'actrice et auteur-compositrice, et a gagné deux trophées : meilleure actrice dans un film musical ou une comédie pour son rôle dans Evita (1996) et meilleure chanson originale pour Masterpiece, extraite de son film W.E. : Wallis & Édouard (2012).
| Année | Travail nommé                 | Catégorie                                             | Résultat   |
| ----- | ----------------------------- | ----------------------------------------------------- | ---------- |
| 1988  | Who's That Girl               | Meilleure chanson originale                           | Nomination |
| 1993  | This Used to Be My Playground | Meilleure chanson originale                           | Nomination |
| 1995  | I'll Remember                 | Meilleure chanson originale                           | Nomination |
| 1997  | Evita                         | Meilleure actrice dans un film musical ou une comédie | Lauréat    |
| 2000  | Beautiful Stranger            | Meilleure chanson originale                           | Nomination |
| 2003  | Die Another Day               | Meilleure chanson originale                           | Nomination |
| 2012  | Masterpiece                   | Meilleure chanson originale                           | Lauréat    |

## Golden Raspberry Awards
Les Golden Raspberry Awards (ou Razzie Awards) sont remis chaque année depuis 1981 pour récompenser ce qui s'est fait de pire au cinéma. Madonna a reçu seize nominations, en tant qu'actrice et auteur-compositrice, et a gagné neuf trophées, dont celui de la pire actrice du siècle. Madonna est l'actrice ayant reçu le plus de Razzie Awards de toute sa carrière.
| Année | Travail nommé              | Catégorie                      | Résultat   |
| ----- | -------------------------- | ------------------------------ | ---------- |
| 1987  | Shanghai Surprise          | Pire actrice                   | Lauréat    |
| 1988  | Who's That Girl            | Pire actrice                   | Lauréat    |
| 1990  | Il était une fois Broadway | Pire second rôle féminin       | Nomination |
| 1990  | Madonna                    | Pire actrice de la décennie    | Nomination |
| 1990  | Madonna                    | Pire révélation de la décennie | Nomination |
| 1992  | In Bed with Madonna        | Pire actrice                   | Nomination |
| 1994  | Body                       | Pire actrice                   | Lauréat    |
| 1996  | Groom Service              | Pire second rôle féminin       | Lauréat    |
| 2000  | Madonna                    | Pire actrice du siècle         | Lauréat    |
| 2001  | Un couple presque parfait  | Pire actrice                   | Lauréat    |
| 2001  | Un couple presque parfait  | Pire couple à l'écran          | Nomination |
| 2003  | À la dérive                | Pire actrice                   | Lauréat    |
| 2003  | À la dérive                | Pire couple à l'écran          | Lauréat    |
| 2003  | Meurs un autre jour        | Pire second rôle féminin       | Lauréat    |
| 2003  | Die Another Day            | Pire chanson originale         | Nomination |
| 2010  | Madonna                    | Pire actrice de la décennie    | Nomination |